# Sport Club Luso-Brasileiro (Pará)
Sport Club Luso Brasileiro foi uma agremiação esportiva da cidade de Belém, Pará.

## História
A equipe disputou os campeonatos paraenses de 1918, 1919, 1920, 1921, 1929, 1930, 1931, 1933 e 1936.[carece de fontes?] Em sua primeira partida oficial, derrotou o Paysandu por 1x0 no Torneio Início do Campeonato Paraense de 1918. Em 1931 foi vice-campeão do Campeonato Paraense.
Sua sede provisória, inaugurada no dia 7 de março de 1917, ficava na rua Santarém, 87.

## Estatísticas

### Participações
| Competição | Competição          | Temporadas | Melhor campanha     | Estreia | Última | P | R |
| Pará       | Campeonato Paraense | 10         | Vice-Campeão (1931) | 1918    | 1936   | – | – |